# الولادة في العراق

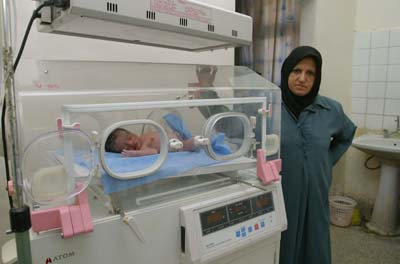
التحرير العام (مستشفى التحرير العام) البصرة

تتميز الولادة في العراق بمعدل خصوبة يبلغ 4.0 ولادة لكل امرأة، ومعدل وفيات الأمهات مرتفع ولكنه مثير للجدل، ومعدل وفيات الرضع مرتفع إلى حد ما.

## معدل الخصوبة
في عام 2015، أفادت منظمة الصحة العالمية أن معدل الخصوبة في العراق بلغ 4.0 ولادة لكل امرأة.

## معدل الوفيات

### وفيات الأمهات
يُعد معدل وفيات الأمهات رقمًا مثيرًا للجدل في العراق. في عام 2010، أفاد كتاب حقائق العالم الصادر عن وكالة المخابرات المركزية الأمريكية أن معدل وفيات الأمهات بلغ 63 حالة وفاة لكل 100,000 ولادة. أفادت وزارة الصحة العراقية ومنظمة الصحة العالمية في عام 2011 أن معدل وفيات الأمهات بلغ 84 حالة وفاة لكل 100,000 ولادة. وهذا من شأنه أن يصنف العراق كواحد من 68 دولة تمثل 97٪ من وفيات الأمهات والأطفال على مستوى العالم. في عام 2013، انقسمت المنظمتان حول هذه القضية، حيث أفادت منظمة الصحة العالمية بأن معدل وفيات الأمهات بلغ 64 حالة وفاة لكل 100,000 ولادة، وأفادت وزارة الصحة بأنه 25 حالة وفاة.

### وفيات الرضع
في عام 2014، بلغ إجمالي وفيات الرضع في العراق 37.53 حالة وفاة لكل 1000 ولادة حية: الذكور: 41.57 حالة وفاة لكل 1000 ولادة حية والإناث: 33.28 حالة وفاة لكل 1000 ولادة حية.

## استخدام وسائل منع الحمل
في عام 2013، أفادت منظمة الصحة العالمية أن معدل استخدام وسائل منع الحمل بلغ 53% بين سكان العراق، مقابل 32.9% في عام 2010.

## مقدمي رعاية الحمل
يوجد ثلاثة أنواع من مقدمي رعاية الحمل في العراق؛ القابلات، وأطباء التوليد، والقابلات التقليديات. تمارس القابلات عملهن في المستشفيات وفي منازلهن أو منازل عملائهن. يتلقين تعليمهن في برامج قائمة على المستشفيات، ولكن هناك اهتمام بتوسيع نطاق تعليم التوليد إلى المستوى الجامعي. بمجرد الحصول على الترخيص، تتلقى القابلة لوحة برقم ترخيصها تعرضها خارج باب منزلها. يتيح هذا للعملاء المحتملين معرفة أنها تمتلك المؤهلات المناسبة. لا تتمتع القابلات بامتيازات وصف الأدوية ولكن قد يحصلن على أدوية معينة من طبيب إذا كن يعملن خارج المستشفى. أطباء التوليد حاصلون على تعليم جامعي ويعملون في المستشفيات. تعمل القابلات التقليديات فقط في منازل العملاء.

## رعاية ما قبل الولادة
في عام 2006: 84% من النساء  خضعت لفحص ما قبل الولادة مرة واحدة على الأقل مع أخصائيين مؤهلين. من بين النساء اللواتي تلقين رعاية ما قبل الولادة: خضعت 63% منهن لعينة بول، و66% لفحص دم، و76% لفحص ضغط الدم. قيسَ وزن إحدى المريضات بوزن أقل من القياسات الأخرى.

## المخاض والولادة

### موقع
في عام 2011، 74% من الولادات المسجلة في العراق حدثت في مستشفى أو مركز ولادة، 79% من الولادات في المناطق الحضرية و67% من الولادات في المناطق الريفية.

### المرافقون والأشخاص الداعمون
في عام 2011، تمت 89% من الولادات في العراق بواسطة قابلة ماهرة. وتمت 60% بواسطة طبيب عام أو خاص وتمت 28% بواسطة ممرضة قابلة أو قابلة معتمدة. القابلات التقليديات، ويطلق عليهن اسم jiddas حضر 10% من الولادات. بالنسبة للولادات في المستشفى، لا يُسمح لأي فرد من أفراد الأسرة بمرافقة النساء إلى المستشفى. بالنسبة للولادة المنزلية، غالبًا ما تكون والدة المرأة أو أختها حاضرة.

### الألم وإدارة الألم
تتوقع النساء في العراق عمومًا الشعور بألم أثناء المخاض والولادة. وغالبًا ما يُفسر غياب الألم على أنه تقدم ضعيف في المخاض. ولا يُستخدم التخدير فوق الجافية بشكل شائع في المستشفيات العامة في العراق.

### معدل الولادة القيصرية
في عام 2006، كان 20% من الولادات المسجلة في العراق عن طريق عمليات قيصرية. وكان المعدل أعلى في المستشفيات الخاصة وزادت احتمالية حدوث ذلك مع تقدم عمر المرأة ومستوى تعليمها.

## رعاية ما بعد الولادة

### الرضاعة الطبيعية
وجد تقرير حديث أن 20% فقط من الأطفال حديثي الولادة في العراق يتغذون حصريًا على حليب الأم خلال الأشهر الستة الأولى. غالبًا ما تكون هناك ضغوط للتحول إلى الرضاعة الصناعية، على الرغم من أن هذا قد يكون غير آمن في بلد مثل العراق حيث لا تتوفر مياه الشرب النظيفة دائمًا.